# Ozarkia georgia
Espèce
Synonymes
- Leptoneta georgia Gertsch, 1974
- Neoleptoneta georgia (Gertsch, 1974)

Ozarkia georgia est une espèce d'araignées aranéomorphes de la famille des Leptonetidae.

## Distribution
Cette espèce est endémique de Géorgie aux États-Unis. Elle se rencontre dans les grottes Byers Cave, Kilpatrick Cave et Rusty’s Cave dans le comté de Dade.

## Description
La femelle holotype mesure 1,75 mm.

## Étymologie
Son nom d'espèce lui a été donné en référence au lieu de sa découverte, la Géorgie.

## Publication originale
- Gertsch, 1974 : The spider family Leptonetidae in North America. Journal of Arachnology, vol. 1, no 3, p. 145-203 (texte original).